# Историко-краеведческий музей (Таганрог)
Историко-краеведческий музей в городе Таганроге — музей в городе Таганроге Ростовской области, филиал Таганрогского государственного литературного и историко-архитектурного музея-заповедника.

## История

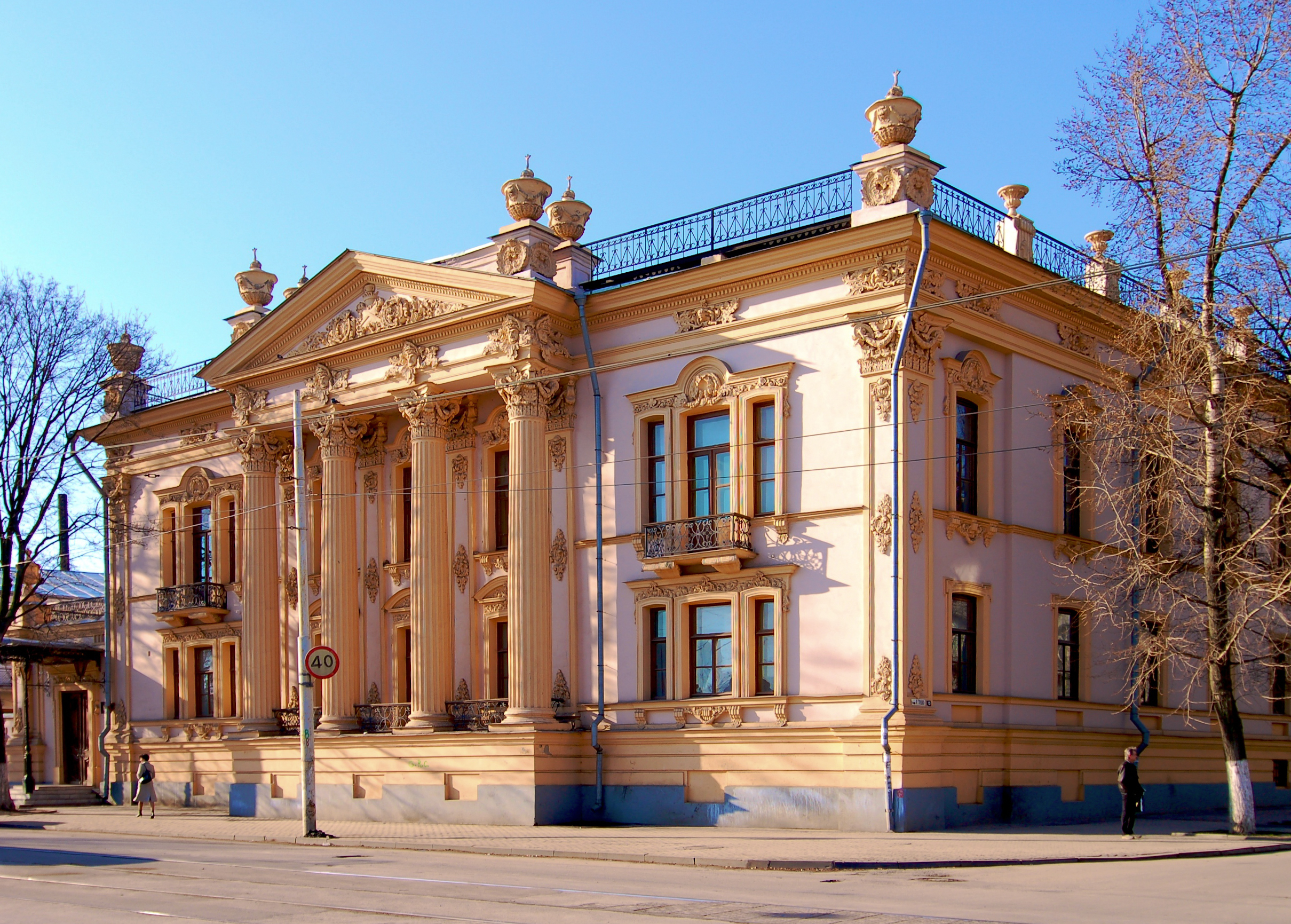
Здание Историко-краеведческого музея (дворец Алфераки), 2008 год

Музей был создан в конце XIX века по инициативе А. П. Чехова. По просьбе Чехова в 1902 году Императорская Академия художеств отправила музею 8 картин русских художников, включавших в себя произведения Ю. И. Феддерса, С. И. Васильковского, В. И. Штемберга. А. П. Чехов переслал музею принадлежавшие ему вещи, портрет Льва Толстого с факсимиле, оказывал денежную помощь.
В 1927 году музей переехал в здание дворца Алфераки в городе Таганроге.
В 1989—1996 годах в здании были проведены реставрационные работы. В 1995—1996 годах в музее создана ныне действующая экспозиция.
Экспозиция музея занимает 15 залов. Экспонаты разделены по коллекциям и представлены несколькими разделами: «Император Александр I», «Семья Н. Д. Алфераки и окружение», «Петр I и южно-русская политика», «Археология», «Металл», «Оружие», «Керамика», «Стекло», «Ткани», «Живопись», «Скульптура», «Нумизматика».
Коллекция восточного металла включает в себя предметы культа, домашнего обхода из Японии, Китая и Индии. Основу коллекции составили предметы из личной коллекции генерала П. К. Ренненкампфа. Ренненкампф после Октябрьской революции был освобождён большевиками из Петропавловской крепости и уехал в Таганрог, на родину жены, Веры Николаевны Леонутовой. Там он жил под именем мещанина Ф. Смоковникова.

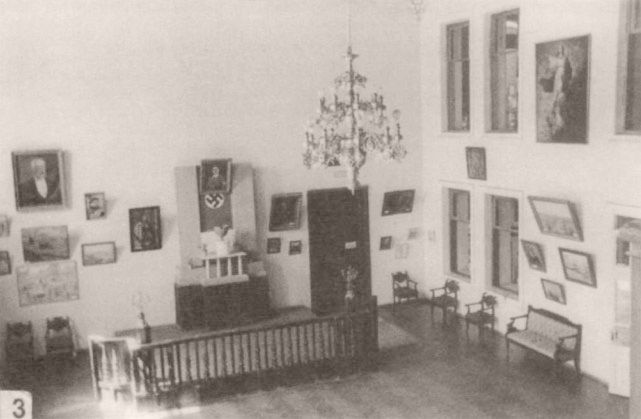
Экспозиция краеведческого музея при оккупации 1942—1943 гг.

В ночь с 31 марта на 1 апреля генерал был расстрелян по приговору таганрогского военно-революционного трибунала. В 1920 году его семья навсегда покинула Таганрог, обосновавшись в Париже. Предметы из коллекции генерала П. К. Ренненкампфа по одной версии были переданы в музей при их конфискации после смерти генерала, по другой — переданы его женой перед отъездом в Париж.
В археологической коллекции музея находится около 78 580 экспонатов. Экспозиция формировалась материалами раскопок памятников культуры каменного века на территории Северо-Восточного Приазовья. Часть археологических находок таганрогский музей получил в 1903 году в дар от Императорской археологической комиссии.
Наиболее полными для юга России являются материалы музея из раскопок, относящихся палеолиту и неолиту. Материалы раскопок курганов в Северо-Восточном Приазовье, в районе междуречья Маныча и Сала, показывают заселение кочевых обществ в III—II тыс. до н. э. Материалы курганных погребений Неклиновского, Матвеево-Курганского и Куйбышевского районов представляют жизнь земледельческо-скотоводческих хозяйств в эпоху бронзового века.
В фонде музея представлены находки из кости, бронзы и камня. В музее представлены материалы раскопок Нижне-Гниловского городища, Танаиса, кургана у х. Красный Кут, находки из Кобяковского могильника (I—II вв.), курганов у хутора Семёнкин Волгодонского района, Семикаракорского городища и др.
Находки XI—XIII веков поселения Куричи показывают историю древнерусской колонизации Северо-Восточного Приазовья.
Материалы, касающиеся истории Золотой Орды, представлены из могильника у хутора Семёнкин, курганов на территории Неклиновского, Матвеево-Курганского и Цимлянского районов.
Самым большим экспонатом коллекции «Востока» является бронзовая в позолоте скульптура Будды. Скульптура представляет Будду, сидящем в позе лотоса на лотосовом троне.
В зале музея с экспозицией «Таганрожцы в войнах XX века» представлено оружие — сабли, винтовки, пулемет, мины; военная форма, документы.

## Здание музея
Здание дворца Н. Д. Алфераки является памятником архитектуры федерального значения. Здание построено в 1848 году. Принадлежало крупному таганрогскому домовладельцу Н. Д. Алфераки. Автором проекта был профессор Петербургской академии художеств, архитектор Андрей Иванович Штакеншнейдер. В свое время дворец Алфераки был центром культурной жизни города; Алфераки давал здесь грандиозные балы, на которые приглашалось избранное таганрогское общество.
Рядом с дворцом, где жил Николай Дмитриевич Алфераки, был построен флигель коридорной системы. Там жили с учителями и гувернёрами сыновья старшего Алфераки — Николай, Ахиллес, Сергей и Михаил.
В конце 70-х годов весь квартал с дворцом перешел во владение купцу Д. А. Негропонте, который распродал имение по частям. Дворец с садом купило купеческое общество для клуба «Коммерческое собрание». Во дворце устраивались концерты. На одном из них (концерт с участием профессора Петербургской консерватории Л. С. Ауэра и композитора С. И. Танеева) был А. П. Чехов. Клуб посещал и П. И. Чайковский, когда был в Таганроге. Жизнь дворца, атмосфера его клуба, прогулки в саду запечатлены в рассказах Чехова «Ионыч», «Маска», «Моя жизнь».

Экспонаты музея
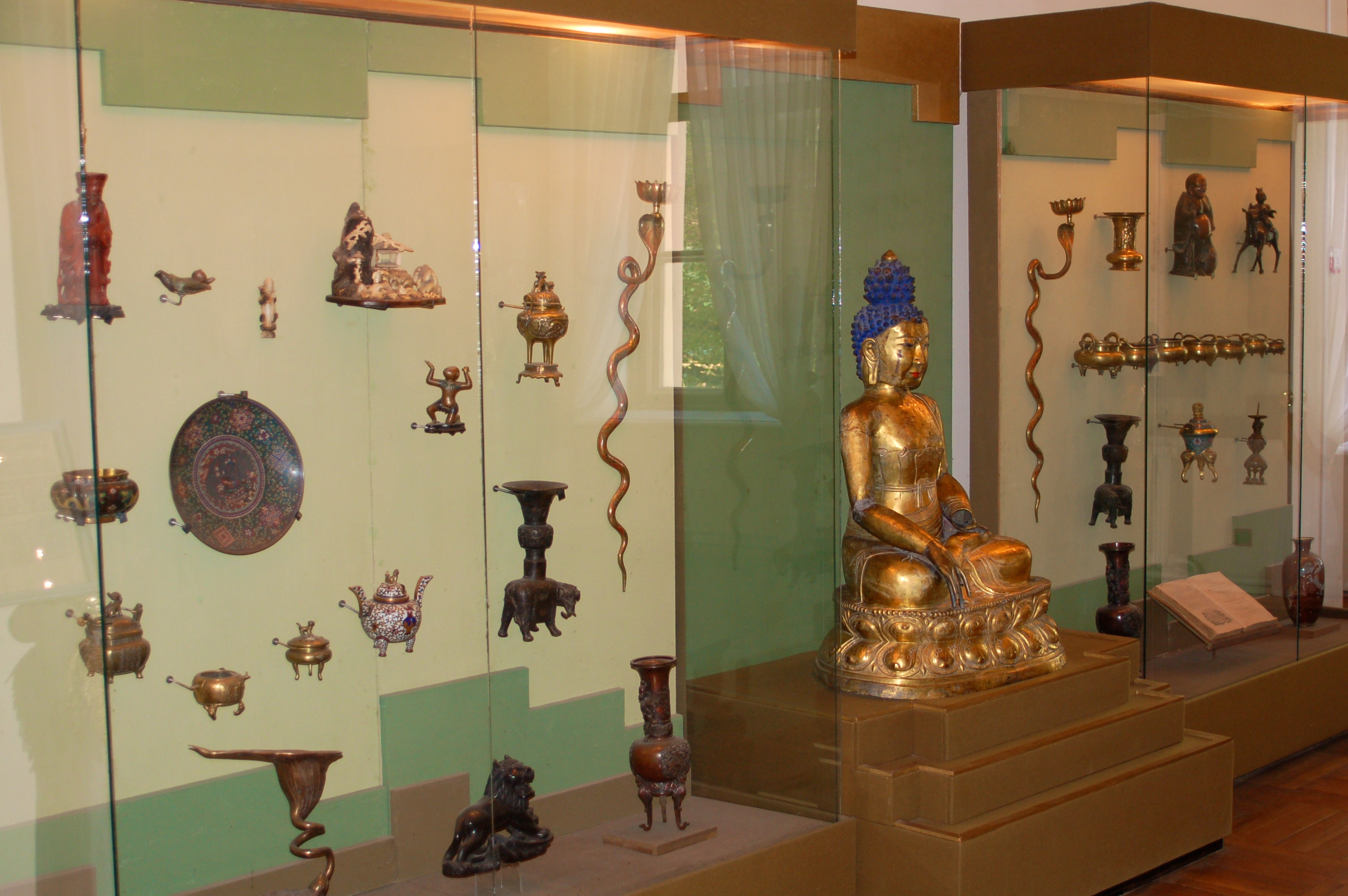
Экспонаты из коллекции дворца Алфераки
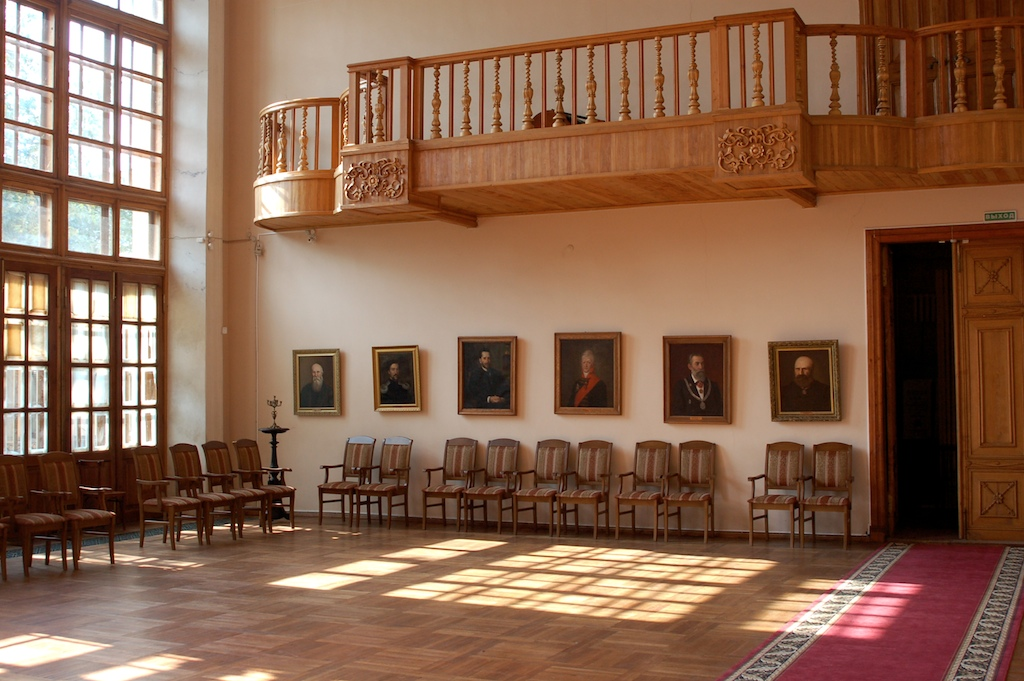
Интерьеры музея. Двухсветный зал дворца Алфераки
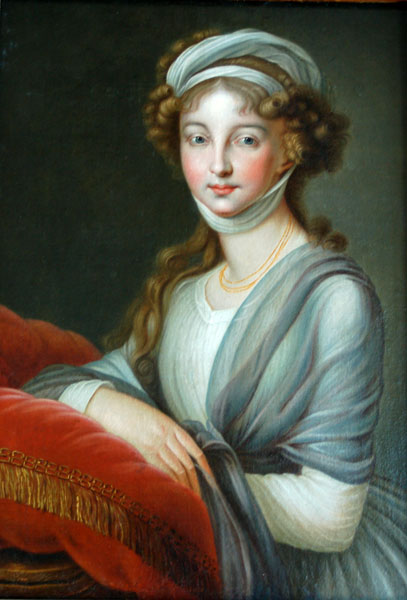
Портрет Елизаветы Алексеевны (фрагмент), урожденной Луизы Баден (1779—1826), супруги императора Александра I. 1795 г. Художник — Мари-Элизабет-Луиза Виже-Лебрен